# Giby (gmina)
Giby est une gmina rurale du powiat de Sejny, Podlachie, dans le nord-est de la Pologne, sur la frontière avec la Biélorussie et la Lituanie. Son siège est le village de Giby, qui se situe environ 10 km au sud de Sejny et 103 km au nord de la capitale régionale Białystok.
La gmina couvre une superficie de 323,57 km2 pour une population de 2 970 habitants.

## Géographie
La gmina inclut les villages d'Aleksiejówka, Baraki, Białogóry, Białorzeczka, Białowierśnie, Budwieć, Chylinki, Czarna Hańcza, Daniłowce, Dworczysko, Dziemianówka, Frącki, Gibasówka, Giby, Głęboka Biel, Głęboki Bród, Gulbin, Iwanówka, Karolin, Konstantynówka, Krasne, Kukle, Lipowo, Muły, Okółek, Pogorzelec, Pomorze, Posejnele, Rygol, Sarnetki, Stanowisko, Studziany Las, Szlamy, Tartaczysko, Wielki Bór, Wierśnie, Wiłkokuk, Wronie Góry, Wysoki Most et Zelwa.
La gmina borde les gminy de Krasnopol, Nowinka, Płaska et Sejny. Elle est également frontalière de la Biélorussie et de la Lituanie.